# Rouven Oliver Berg
Rouven Oliver Berg (* 7. März 1999 in Neustadt am Rübenberge) ist ein deutscher Leichtgewichts-Ruderer.

## Karriere
Berg rudert für den Hamburger Traditionsverein Ruder-Club Allemannia von 1866. Sein größter sportlicher Erfolg war 2018 der Sieg des B-Finals des Leichtgewichts-Doppelzweiers bei der U23-Europameisterschaft in Brest (Belarus). Außerdem konnte er sich 2021 in Krefeld den Deutschen Meistertitel im Leichtgewichts-Vierer ohne Steuermann sichern.